# Torre de los Moreno
A Torre de los Moreno nevű lakóház (spanyol nevének jelentése: a Morenók (Moreno család) tornya, gallegó nyelven: Torre dos Moreno) az észak-spanyolországi Ribadeo egyik különleges épülete.

## Története
A házat két testvér, Pedro és Juan Moreno Ulloa építtette bérháznak 1915-ben, Julián García Núñez építész és Ángel Ardex mérnök tervei alapján.
1977 óta szerepel a történelmi műemlékek listáján. A 21. század elején elhagyatott, nem csak külsőleg pusztuló, hanem szerkezetileg is romló állapotban volt, ezért 2010. december 23-án jóváhagytak egy határozatot az épület megmentésével kapcsolatban, 2011. január 13-án pedig olyan munkálatok kezdődtek el, amelyek során kitámasztották a már-már összedőlni készülő részeket, hogy legalább a további pusztulástól megmeneküljön.

## Leírás
Az épület a Spanyolország északnyugati, Galicia északkeleti részén található Ribadeo település belvárosában, a Plaza España nevű tér keleti végén emelkedik. A ház modern, eklektikus kinézetű, de ezt a konkrét stílust nevezik „indián stílusnak” is: ez a Spanyolországból Amerikába kivándorolt, majd onnan meggazdagodva hazatért családok kedvelt stílusa. Mivel első tulajdonosa is Amerikából (egészen pontosan Kubából) tért haza, ezért nem véletlen, hogy például a tető a 20. század eleji kubai építészet jegyeit viseli magán.
A körülbelül 1000 m²-es, négyszintes ház legjellegzetesebb eleme a délkeleti sarokban álló díszes torony. Az épület fő építőanyaga a vasbeton, ami a 20. század elején még viszonylag új technológiának számított, ezért nem is alkalmazták teljesen megfelelően: ennek köszönhető a későbbi szerkezeti romlás. A torony díszítéséhez üveget, márványt és csempéket is felhasználtak, apró kupolacsúcsát pedig kariatidák tartják. Az első emelet zárt erkélyének rácsozata öntöttvasból készült, a vaselemek közti felületet színes üvegablakok töltik ki.
Belsejében három lépcső és hat udvar található, de az építésekor újdonságnak számító lifttel is felszerelték. Mindegyik emeleten két lakás helyezkedik el, négy méter magas szobákkal, külön fürdőszobával (ami szintén ritkaság volt, amikor épült).

## Képek

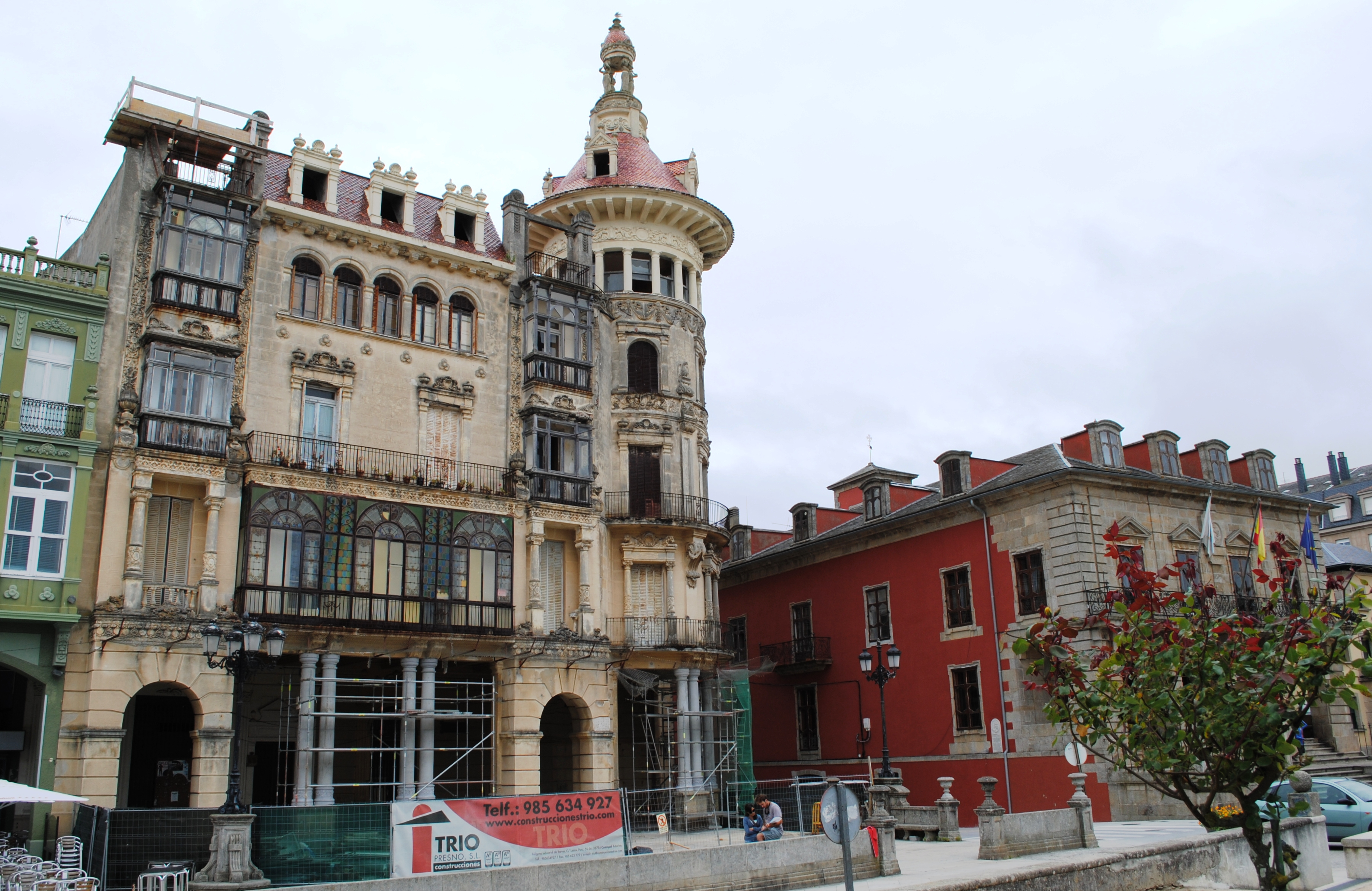
Az épület és környezete
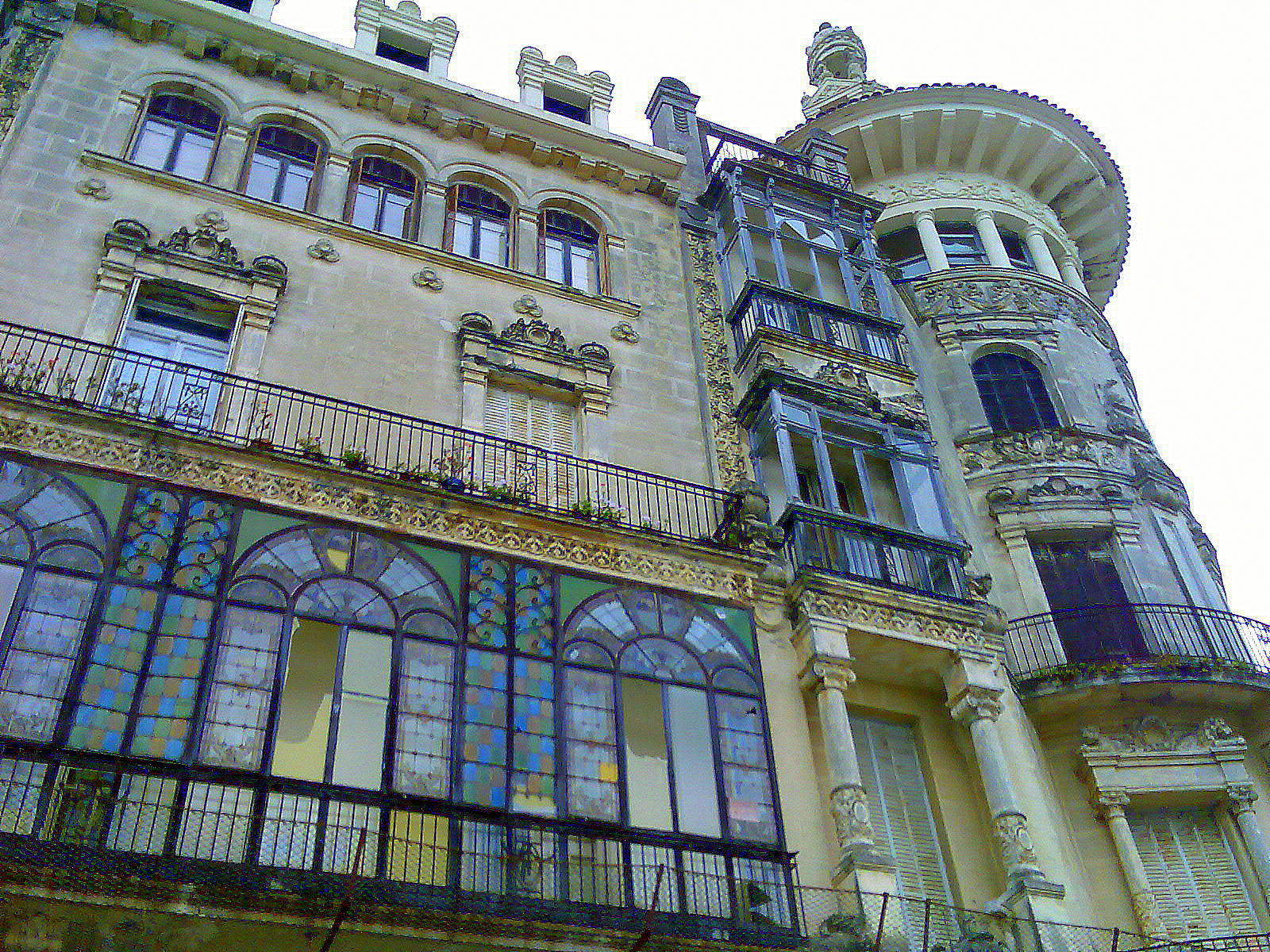
Közelről
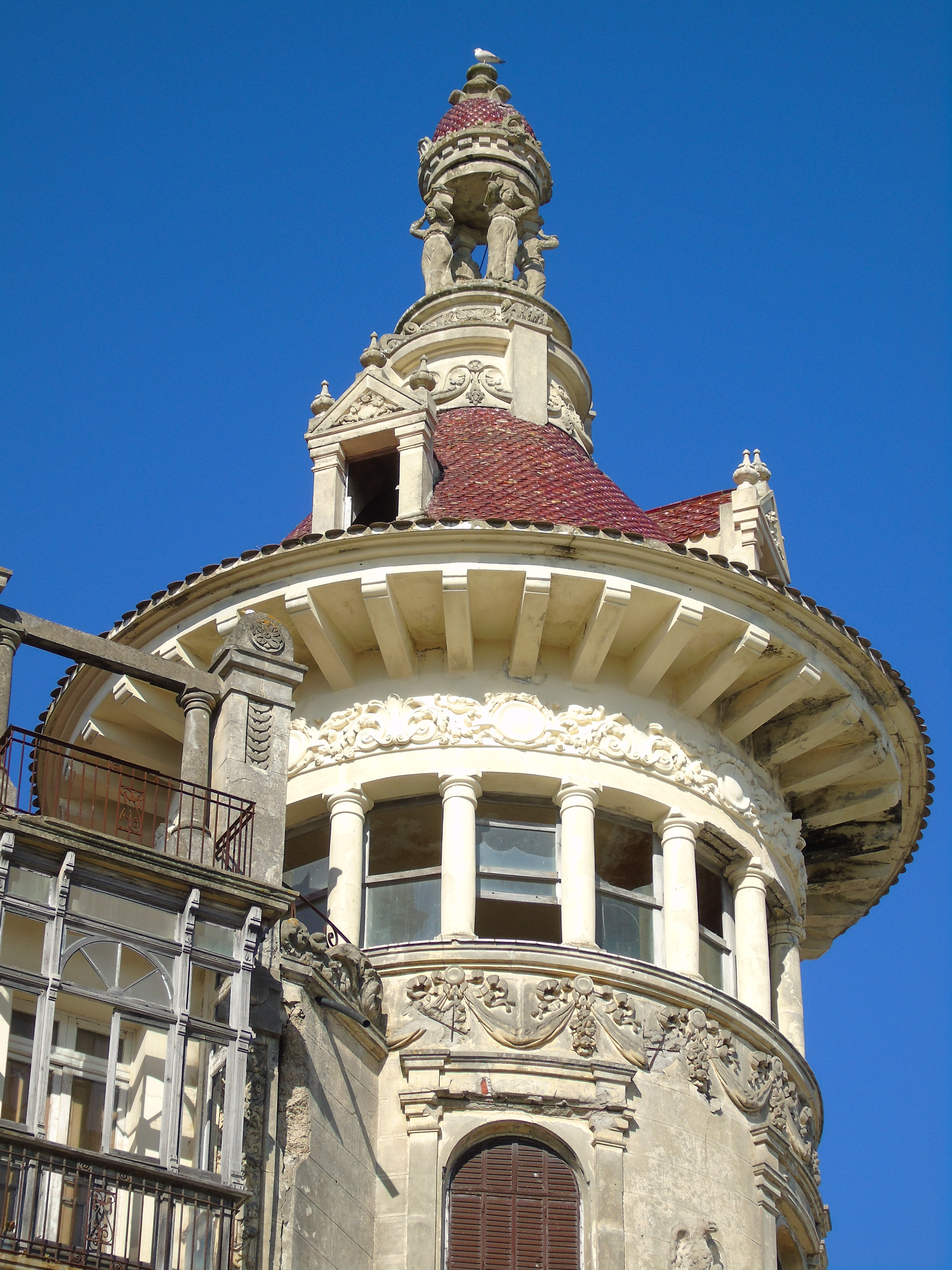
A torony teteje
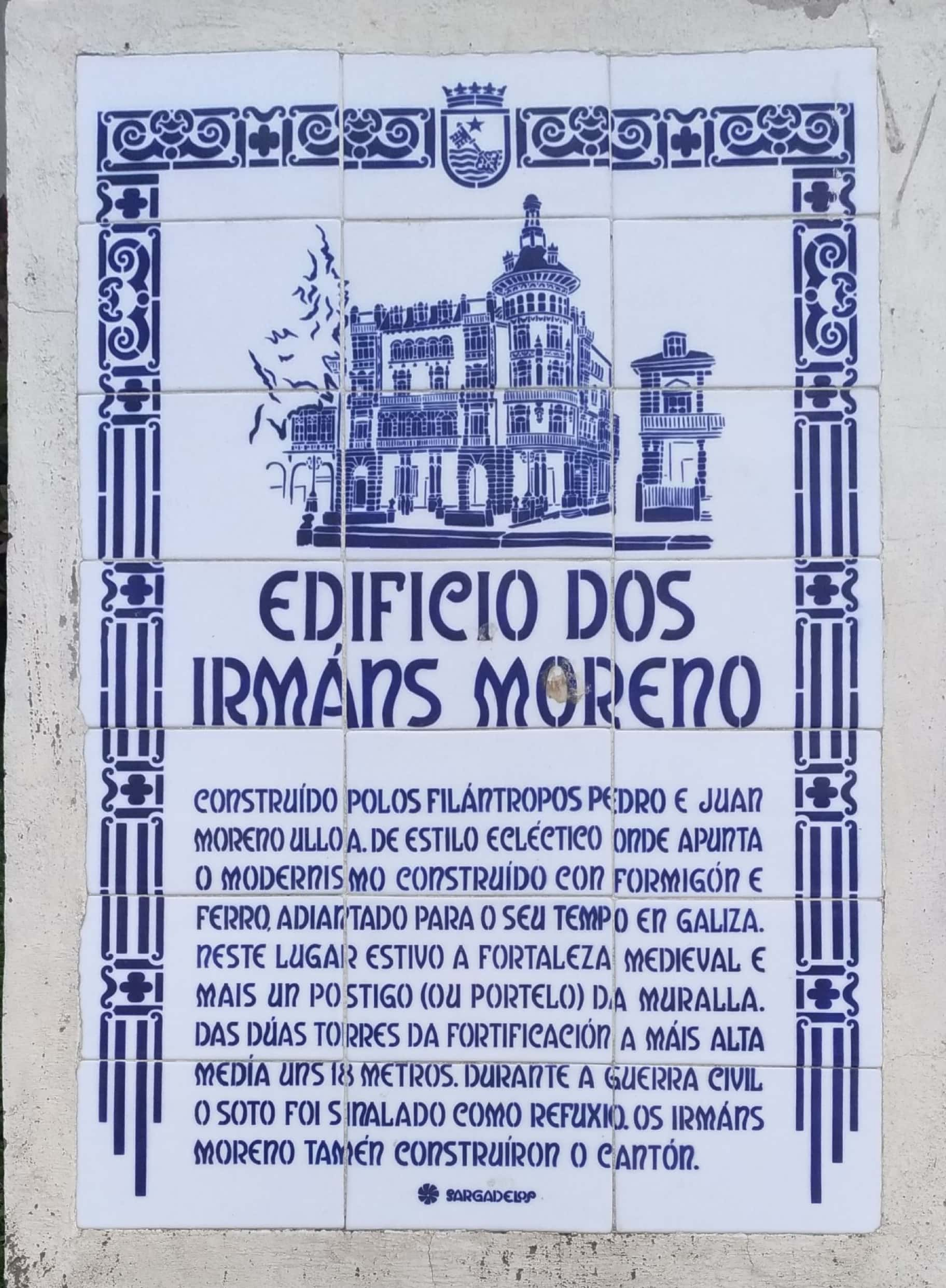
Emléktábla az épületen